# نورائي نو
نورائي نو (بالفارسية: نورائی نو)) هي قرية إيرانية تقع في قسم لامرد الريفي في الناحية المركزية في مقاطعة لامرد، محافظة فارس، إيران.

## السكان
عدد السكان حسب إحصاء السكان في إيران علم 2006م 557 نسمة في 117 عائلة.